# Venera 2

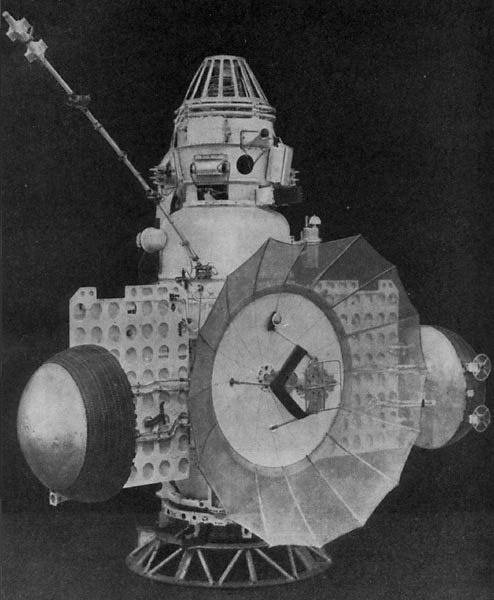
Zond 2

Venera 2 (tiếng Nga: Венера-2 có nghĩa là Sao Kim 2), còn được gọi là 3MV-4 No.4 là một tàu vũ trụ của Liên Xô với mục đích khám phá sao Kim. Một tàu vũ trụ 3MV-4 được đưa ra như là một phần của chương trình Venera, nó không thể trả lại dữ liệu sau khi bay qua sao Kim.
Venera 2 được phóng lên với tên lửa mang tên Molniya, bay từ site 31/6 tại sân bay vũ trụ Baikonur. [2] Sự ra mắt xảy ra lúc 05:02 UTC ngày 12 tháng 11 năm 1965, với ba giai đoạn đầu tiên đặt tàu vũ trụ và sân khấu Blok-L vào quỹ đạo đậu xe thấp trước khi Blok-L bắn để đẩy Venera 2 vào quỹ đạo nhật tâm liên kết với sao Kim, với khoảng cách cực cận 0.716 AU, khoảng cách cực viễn 1.197 AU, lệch tâm của 0,252, độ nghiêng 4,29 độ và thời gian quỹ đạo 341 ngày.
Tàu vũ trụ Venera 2 được trang bị máy ảnh, cũng như một máy đo từ kế, máy dò tia X mặt trời và vũ trụ, máy dò áp điện, bẫy ion, bộ đếm Geiger và máy thu để đo lượng phát xạ radio vũ trụ. Tàu vũ trụ này đã tiếp cận gần nhất với Kim tinh lúc 02:52 UTC ngày 27 tháng 2 năm 1966, ở khoảng cách 23.810 kilômét (14.790 dặm).
Trong thời gian bay, tất cả các thiết bị của Venera 2 đã được kích hoạt, yêu cầu liên lạc vô tuyến với tàu vũ trụ bị đình chỉ. Tàu vũ trụ này đã lưu trữ dữ liệu bằng cách sử dụng máy ghi âm trên bo mạch, và sau đó truyền dữ liệu đó tới Trái Đất sau khi kết nối được khôi phục. Sau khi bay sát sao Kim, phi thuyền không thể thiết lập lại thông tin liên lạc với Trái Đất. Venera 2 đã bị tuyên bố bị mất vào ngày 4 tháng 3. Một cuộc điều tra về lý do thất bại đã xác định rằng tàu vũ trụ đã quá nóng do sự cố của bộ tản nhiệt.